# Gebiete um Bissingen und Ochsenwang
Gebiete um Bissingen und Ochsenwang ist ein Landschaftsschutzgebiet mit der Schutzgebietsnummer 1.16.078 im Landkreis Esslingen in Baden-Württemberg.

## Lage und Beschreibung
Das Landschaftsschutzgebiet liegt auf der Gemarkung Bissingen im Albvorland und auf der Schwäbischen Alb. Es umschließt den südlichen Teil der Gemeinde Bissingen und den Teilort Ochsenwang vollständig. Das heute bestehende Schutzgebiet entstand durch Verordnung vom 1. Juni 1988 und umfasste ursprünglich 1.095 Hektar. Gleichzeitig traten die Verordnung des damaligen Landratsamtes Nürtingen zum Schutze der Landschaftsbestandteile und Landschaftsteile im Landkreis Nürtingen vom 22. Oktober 1942 auf dem Gebiet der Gemeinde Bissingen und die Verordnung des Landratsamtes Nürtingen zum Schutze des Landschaftsteiles Bissinger Weide auf Markung Bissingen vom 15. Juli 1970 außer Kraft. Mit Verordnung vom 9. November 1999 wurde die Fläche durch die Ausweisung des Naturschutzgebiets 1.237 Teck um 153 Hektar verkleinert. Eine weitere Veränderung der Fläche erfolgte am 13. Oktober 2007 im Zusammenhang mit dem Naturschutzgebiet 1.013 Schopflocher Moor (Torfgrube), sodass das Schutzgebiet heute noch 941,0 Hektar groß ist.
Es gehört zu den Naturräumen 094-Mittlere Kuppenalb und 101-Vorland der mittleren Schwäbischen Alb innerhalb der naturräumlichen Haupteinheiten 09-Schwäbische Alb und 10-Schwäbisches Keuper-Lias-Land. Ein Teil des Gebiets gehört zum FFH-Gebiet 7422-311 Alb zwischen Jusi und Teck und auch zum Vogelschutzgebiet 7323-441 Vorland der mittleren Schwäbischen Alb. Die Naturschutzgebiete 1.013-Schopflocher Moor (Torfgrube), 1029-Randecker Maar mit Zipfelbachschlucht und 1.237-Teck grenzen direkt an, das Naturschutzgebiet 1024-Eichhalde wird vom LSG vollständig umschlossen. Das gesamte Schutzgebiet liegt im Biosphärengebiet Schwäbische Alb.

## Schutzzweck
Wesentlicher Schutzzweck ist laut Schutzgebietsverordnung die Erhaltung der Wiesen und Obstbaumbestände, der Schafweiden, Trockenrasen, Heckenlandschaften und naturnahen Hangwälder. Diese Flächen bestimmen den landschaftlichen Charakter und sind als natürlicher Lebensraum für Pflanzen und Tiere besonders wertvoll.
Die geologischen und landschaftstypischen Besonderheiten wie z. B. Dolinen, Abrißspalten, Steinbrüche sowie die wertvollen Heideflächen am Albtrauf und auf der Albhochfläche bedürfen im Hinblick auf ihre vielfältigen Bedrohungen des besonderen Schutzes. Darüber hinaus ist die Erhaltung als ökologisches Ausgleichs- und als Erholungsgebiet am Rande des Verdichtungsraumes von besonderer Bedeutung.